# Рогово (Островський район)
Рогово (рос. Рогово) — присілок в Островському районі Псковської області Російської Федерації.
Населення становить 1 особу.[джерело?] Входить до складу муніципального утворення Бережанская волость.

## Історія
Від 2015 року входить до складу муніципального утворення Бережанская волость.

## Населення
| 2001 | 2002 | 2010 |
| ---- | ---- | ---- |
| 6    | ↘2   | ↘1   |